# Лехтово
Лехтово — деревня Меленковского района Владимирской области России, входит в состав Илькинского сельского поселения.

## География
Деревня расположена на берегу речки Унжа в 9 км на север от центра поселения села Илькино и в 4 км на юг от города Меленки.

## История
Впервые упоминается в начале XVIII века.
В конце XIX — начале XX века деревня являлась центром Лехтовской волости Меленковского уезда, с 1926 года — в составе Меленковской волости Муромского уезда. В 1859 году в деревне числилось 55 дворов, в 1905 году — 117 дворов, в 1926 году — 155 дворов.
С 1929 года деревня являлась центром Лехтовского сельсовета Меленковского района, с 1969 года — в составе Войновского сельсовета, с 2005 года — в составе Илькинского сельского поселения. 

## Население
| 1859 | 1897 | 1905 | 1926 | 2002 | 2010 | 2021 |
| ---- | ---- | ---- | ---- | ---- | ---- | ---- |
| 501  | ↗591 | ↗711 | ↗862 | ↘477 | ↘466 | ↘425 |